# Бадами
Бада́ми (канн. ಬದಾಮಿ), прежнее название Вата́пи — город в округе Багалкот в штате Карнатака, Индия. Административный центр одноимённого талука.

## История
В 540—757 гг. был столицей ранних Чалукьев, правивший большей частью современной Карнатаки и Андхра-Прадеш.

## Население
По переписи 2001 года население Бадами составляло 25 851 человек.

## Транспорт
Ближайший аэропорт находится в Белгауме, в 150 км.

## Достопримечательности
Город известен своими культовыми сооружениями, в первую очередь четырьмя пещерными храмами, вырубленными в скале из песчаника.